# 吳炳 (萬曆進士)
吳炳（1595年5月15日—1648年2月11日），初名壽元，字可先，号石渠，又号粲花主人，直隸宜興縣人，明朝政治人物，戏剧家。萬曆己未進士。

## 生平
吳炳本為萬曆四十三年（1615年）乙卯科應天鄉試舉人，因同族共四人同年中榜遭受質疑，未參加會試。四十四年（1616年）春與沈同和等參加復試，正式中舉。四十七年（1619年）己未科進士，授湖廣蒲圻县知县。天啓五年考选，陞刑部江西司主事，六年調工部，本年杭州抽分，升郎中，七年升江西布政司參議，崇祯二年（1629年）陞福建福州府知府，调江西吉安府。崇禎年間，升任江西提学副使。
永曆時，升任兵部右侍郎，跟從到桂林，以本官兼东阁大学士，仍掌部事。此後又跟隨至武冈。孔有德率兵進攻，朱由榔仓猝奔靖州，命吳炳護送太子取道城步縣入廣西，途中為清軍截獲，太子和吳炳被押至衡州。吳炳絕食自尽于湘山寺。

## 家族
吳炳來自宜興宜荊吳氏家族。曾祖吳仕，祖吳燝，父吳晉明，母為施策女。施氏有一妹嫁給瞿汝說，吳炳與瞿式耜為表兄弟。
夫人為于孔兼女。有一子吳維垣，一女嫁崇禎六年（1633年）癸酉科應天鄉試經魁武進鄒延琦。

## 著作
曾作傳奇《情郵》、《畫中人》、《綠牡丹》、《西園》、《療妒羹》五種,合稱為《粲花齋五種曲》。